# Fruitvale (Washington)
Fruitvale az Amerikai Egyesült Államok északnyugati részén, Washington állam Yakima megyéjében elhelyezkedő önkormányzat nélküli település.
Az 1906 körül a North Yakima and Valley Railway Company vasútállomásának közelében létrejött település nevét a gyümölcstermesztés fontossága miatt kapta.

## Fordítás
Ez a szócikk részben vagy egészben  a   Fruitvale, Washington című angol Wikipédia-szócikk ezen változatának fordításán alapul.  Az eredeti cikk szerkesztőit annak laptörténete sorolja fel. Ez a jelzés csupán a megfogalmazás eredetét és a szerzői jogokat jelzi, nem szolgál a cikkben szereplő információk forrásmegjelöléseként.